# Jatropha stuhlmannii
Jatropha stuhlmannii är en törelväxtart som beskrevs av Ferdinand Albin Pax. Jatropha stuhlmannii ingår i släktet Jatropha och familjen törelväxter.

## Underarter
Arten delas in i följande underarter:
- J. s. somaliensis
- J. s. stuhlmannii